# Chess Tiger
Chess Tiger est un programme d'échecs commercial développé par Christophe Théron, avec, pour la bibliothèque d'ouvertures, un apport de Jeroen Noomen (qui a par la suite travaillé avec l'équipe de Rybka).

## Historique des versions
Chess Tiger a été lancé en 1997, initialement pour les PC. C'est à l'origine la version française de Rebel Tiger (Rebel (en)), dont les débuts datent des années 1980, et vendu sous licence par Schroeder BV. La version 14 de Chess Tiger, datée de 2001, a été commercialisée avec l'interface de Fritz 6 et a été un moteur d'analyse pour Chess Assistant 6.0 ; la version sur PC Chess Tiger 15, datant de 2003, a été un moteur d'analyse pour Chess Assistant 7.1 ; la version de novembre 2004 n'était plus compatible avec les produits ChessBase : c'était un programme autonome ; elle servait aussi de moteur d'analyse pour Chess Assistant 8.0.
Le développement des versions pour PC ayant pris fin lors des années 2000, Chess Tiger est maintenant surtout connu pour sa version iOS (iPhone, iPod touch et iPad). Ce programme est réputé pour sa force, ses niveaux réglables et ses fonctions d'entraîneur.

## Palmarès
Chess Tiger est sorti vainqueur du championnat d'Espagne des ordinateurs 1999, des championnats de France des ordinateurs 1999 et 2000, ainsi que du championnat d'échecs des ordinateurs des Pays-Bas en 2002. En 2001, il a vaincu le Grand maître international Oscar Panno lors d'un tournoi en Argentine qu'il a remporté avec une performance Elo de 2788,.

## Style de jeu
43 parties sont visibles sous Chessgames.com.
Dans sa version classique, Chess Tiger joue positionnellement. Sa version Gambit, avec une connaissance plus approfondie des attaques de roi, est caractérisée par un jeu très agressif,.
Il est particulièrement bon dans les phases de jeu techniques et les finales.

## Comparaison avec les autres programmes d'échecs de son époque
On pouvait lire dans le magazine Europe Échecs N° 495 (Décembre 2000, page 29) le tableau comparatif suivant :
| Logiciel         | SSDF       | Bibliothèque | Tactique | Stratégie | Finales | Prix  |
| ---------------- | ---------- | ------------ | -------- | --------- | ------- | ----- |
| Fritz 6          | 1er : 2630 | ***          | ****     | ***       | ***     | 350 F |
| Junior 6         | 2e : 2592  | ***          | ***      | ****      | ****    | 350 F |
| Chess Tiger      | 3e : 2573  | ***          | ***      | ***       | ****    | 299 F |
| Nimzo 7.32       | 5e : 2549  | ***          | ***      | ***       | **      | 350 F |
| Hiarcs 7.32      | 8e : 2530  | **           | ***      | ****      | ***     | 350 F |
| Chessmaster 6000 | 15e : 2473 | ***          | ****     | ***       | **      | 299 F |
| Schredder 3      | Non classé | ***          | ***      | ***       | ****    | 350 F |